# 7 Zapasowy Pułk Piechoty
7 zapasowy pułk piechoty – zapasowy oddział piechoty ludowego Wojska Polskiego. 
Rozkazem ogólnym Dowództwa 1 Armii Polskiej nr 0168 z 5 sierpnia 1944 nakazano sformować 7 zapasowy batalion piechoty. Batalion formowano w Radzyniu. Na bazie batalionu sformowano 7 zapasowy pułk piechoty według etatu nr 04/188, o ogólnym stanie osobowym stałym 859 ludzi i zmiennym 4277. W tym czasie oddział stacjonował w Częstochowie.
Na podstawie rozkazu Naczelnego Dowództwa WP nr 0242/org. z 10 września 1945 7 zapasowy pułk piechoty został rozformowany, a jego kadra uzupełniła skład osobowy 4 i 18 Dywizji Piechoty.